# Senecio gallicus
Senecio gallicus, llamado comúnmente arnica falsa o ajenjo, entre otros, es una especie  herbácea de la familia de las asteráceas.

## Descripción
Planta anual de hasta 40 cm de altura, generalmente ramificada desde la base. Sus hojas más bien gruesas, son pinnatodivididas, con segmentos lineares-oblongos, enteros o pinnadolobulados; las basales, pecioladas; el resto, sentadas, abrazadoras, con orejuelas dentadas o dislaceradas. La inflorescencia es prácticamente corimbosa; está formada por unos pocos capítulos de 15-22 mm de diámetro, adornados cada uno por unas 13 lígulas amarillas. Los frutos miden entre 2 y 2,5 mm y presentan unas costillas pelosas. Florece en primavera.

## Distribución y hábitat
En toda la península ibérica. En terrenos arenosos y pedregosos.

## Taxonomía
Senecio gallicus fue descrita por Dominique Villars ex Dominique Chaix y publicado en Histoire des Plantes de Dauphiné 1: 371. 1786.
Etimología
Ver: Senecio
gallicus: epíteto latíno que significa "de Francia".
Sinonimia
- Cineraria anthemoides Lam.
- Cineraria uliginosa Ledeb.
- Senecio alboranicus Maire
- Senecio difficilis Dufour
- Senecio exsquameus Brot.[4][5]

## Nombres vernáculos
Castellano: ajenjo, amarrollo, árnica, árnica falsa, cachapedo, cazapeto, chirones, flor de Santiago, matafuerte, motarco, rabo de gato, senecio.